# Questi pazzi, pazzi italiani
Questi pazzi, pazzi italiani è un film musicarello italiano del 1965, sceneggiato e diretto da Tullio Piacentini. Fu prodotto dalla società cinematografica ASACAM.

## Produzione
Fa parte di una sorta di trilogia di musicarelli di questo autore, girati tutti nel 1965. Oltre a questo, essa comprende: Viale della canzone e 008 operazione ritmo.
Al pari degli altri due, anche questo è un mero pretesto per una passerella di canzoni di interpreti di musica leggera in voga all'epoca del beat o in procinto di essere lanciati nel firmamento della musica italiana di genere nazionalpopolare.
Fra gli altri interpreti del film figurano Fred Bongusto, Edoardo Vianello, Roberto Murolo ed il gruppo musicale de Le Amiche che esegue un brano in voga all'epoca, Quello che la gente dirà.